# Bouesse
Bouesse – miejscowość i gmina we Francji, w Regionie Centralnym, w departamencie Indre.
Według danych na rok 1990 gminę zamieszkiwało 416 osób, a gęstość zaludnienia wynosiła 17 osób/km² (wśród 1842 gmin Regionu Centralnego Bouesse plasuje się na 745. miejscu pod względem liczby ludności, natomiast pod względem powierzchni na miejscu 509.).